# 29 de marzo
El 29 de marzo es el 88.º (octogésimo octavo) día del año en el calendario gregoriano y el 89.º en los años bisiestos. Quedan 277 días para finalizar el año.

## Acontecimientos
- 1139: Es promulgada la bula Omne datum optimum por el papa Inocencio II con el objeto de oficializar la creación de la Orden del Temple.
- 1461: Guerra de las Dos Rosas: Batalla de Towton. Eduardo de York vence a la Reina Margarita para convertirse en el rey Eduardo IV de Inglaterra.
- 1549: En Brasil se funda la ciudad de Salvador, capital del estado de Bahía, que fue la primera capital del país.
- 1632: Se firma el Tratado de Saint-Germain-en-Laye, retornando Quebec a control francés después de que fuera tomada por los ingleses en 1629.
- 1638: Un grupo de colonos suecos establece su primer asentamiento en Delaware, y lo llaman Nueva Suecia.
- 1640: En Calanda (España), la Virgen del Pilar realiza el milagro llamado el Milagro de Calanda, siendo el milagro mayor documentado de la cristiandad.
- 1785: En Venezuela, el religioso español Juan Ramos de Lora funda el Real Colegio Seminario de San Buenaventura.
- 1792: En Estocolmo (Suecia) muere el rey Gustavo III. Trece días antes había recibido un disparo por la espalda en la Ópera Real. Es sucedido por su hijo Gustavo IV Adolfo.
- 1799: Nueva York aprueba una ley encaminada a la abolición gradual de la esclavitud en el estado.
- 1806: En Estados Unidos se autoriza la construcción del Great National Pike, conocida como Ruta Cumberland, que se convierte en la primera autopista de ese país.
- 1807: El médico y físico alemán Heinrich Olbers descubre el asteroide Vesta.
- 1809: En Suecia, el rey Gustavo IV Adolfo abdica tras un golpe de Estado.
- 1823: En la villa de San José (Costa Rica), un grupo de imperialistas de la ciudad de Cartago ―sin saber que el Imperio mexicano había desaparecido hacía diez días―, toman el Cuartel de Armas y dan el primer golpe de Estado en la Historia de ese país: proclaman la anexión de Costa Rica al Imperio mexicano.
- 1830: en España, el rey Fernando VII promulga la Pragmática Sanción ―derogando la Ley Sálica que excluye a las mujeres del trono― para que su hija mayor, Isabel II, pudiera reinar.
- 1847: en México, fuerzas estadounidenses ―dirigidas por el general Winfield Scott―, ponen sitio a la ciudad de Veracruz.
- 1849: en India, Reino Unido se anexa la región del Punyab.
- 1871: en Londres (Reino Unido) la reina Victoria inaugura el Royal Albert Hall.
- 1901: en la provincia de Río Negro (Argentina) se funda la villa de Río Colorado.
- 1905: en Rosario, provincia de Santa Fe (Argentina) se funda el Club Atlético Tiro Federal Argentino.
- 1911: en los Estados Unidos, la pistola M1911.45 ACP se convierte en el arma oficial de la Armada.
- 1913: en la ciudad argentina de Mar del Plata (provincia de Buenos Aires), Argentina, se funda el Club Atlético Aldosivi
- 1930: en Alemania, Heinrich Brüning es nombrado canciller.
- 1936: en Alemania, Adolf Hitler recibe el 99 % de los votos en un referéndum para ratificar la ocupación ilegal de Renania (la zona del río Rin), recibiendo 44,5 millones de votos sobre 45,5 millones de votantes registrados.
- 1938: en la provincia de Shandong, a 690 km al sur de Pekín (China) ―en el marco de la segunda guerra sino-japonesa (1937-1945)― continúa la Batalla de Taierzhuang (24 de marzo a 7 de abril de 1938), en que el ejército de la República de China vencerá al ejército del Imperio del Japón. Se trata de la primera gran victoria china de la guerra. Humilló al ejército japonés y destrozó para siempre su reputación como «fuerza invencible».
- 1939: en el contexto de la guerra civil Española, los sublevados toman prácticamente sin resistencia Cuenca, Albacete, Ciudad Real, Jaén, Almería y Murcia, ciudades que habían permanecido bajo la autoridad del gobierno republicano desde el comienzo del conflicto. Tres días más tarde finalizaría la guerra.
- 1939: en el contexto de la guerra civil Española, unas 15 000 personas, entre jefes militares, políticos republicanos, combatientes y población civil se apiñan en el puerto de Alicante esperando ser recatados por algún barco inglés o francés ante la inminente victoria del bando sublevado. La mayoría no lo logrará y serán apresados y ejecutados.
- 1941: en la costa Griega del Peloponeso, en el marco de la Segunda Guerra Mundial, las Fuerzas Armadas Británicas, la Marina Real Británica y la Real Armada Australiana vencen a la Regia Marina Italiana en la batalla del Cabo Matapán.
- 1942: el bombardeo contra la población civil en Lübeck (Alemania) durante la Segunda Guerra Mundial es el primer éxito mayor de la aviación británica contra Alemania.
- 1945: en el marco de la Segunda Guerra Mundial, este es el último día de los bombardeos aéreos de los misiles V-1 en Londres.
- 1955: en el sitio de pruebas de Nevada, Estados Unidos detona su bomba atómica Apple-1, de 14 kton, la octava de las 14 de la operación Teapot. En otra área detona la bomba Wasp Prime, de 3,2 kt. Ambas son las bombas n.º 59 y 60 de las 1054 que detonó Estados Unidos entre 1945 y 1992.
- 1956: Juan Carlos de Borbón mata accidentalmente a su hermano menor, Alfonso de Borbón y Borbón de un disparo en la frente con un revólver de calibre 22.[1]
- 1957:Muere Esteban Baca Calderón en Nuevo Laredo,México.
- 1961: en los Estados Unidos se ratifica la 23.ª enmienda a la Constitución de los Estados Unidos, que permite a los residentes de Washington D. C. votar para las elecciones presidenciales.
- 1962: en Buenos Aires (Argentina), el presidente Arturo Frondizi es destituido por un grupo de militares. Asume un civil, José María Guido, quien «para garantizar la forma republicana de Gobierno» anula por decreto las elecciones democráticas de 10 días antes en la provincia de Buenos Aires ―que había ganado el peronista Andrés Framini por el 59,4 % de los votos (contra el 21 % del frondicismo y el 19 % de la UCR)―.
- 1971: un jurado de Los Ángeles (California) recomienda la pena capital para Charles Manson y tres de sus seguidoras mujeres.
- 1973: en Vietnam, tras la derrota estadounidense en la guerra de Vietnam, el último soldado estadounidense abandona el país.
- 1974: la astronave Mariner 10 (de Estados Unidos), sobrevuela Mercurio mapeando entre el 40 y el 45 % del planeta.
- 1974: en Xian, China son descubiertos los Guerreros de Terracota
- 1976: en Argentina, cinco días después del golpe de Estado que dio inicio al Proceso de Reorganización Nacional, el teniente general Jorge Rafael Videla asume oficialmente como presidente de facto.
- 1981: en Argentina asume como «presidente de facto» el general, delincuente común y criminal Roberto Eduardo Viola (quien 10 años después será condenado a 17 años de prisión como autor de 86 secuestros, 11 actos de tortura y 3 robos). Nuevos ministros: Oscar Camilión (Relaciones Exteriores), Lorenzo Sigaut (Economía), Jorge Aguado (Agricultura y Ganadería), Eduardo Oxenford (Industria). El peso se devalúa un 30 %.
- 1985: en Chile, en Maipú son asesinados por una patrulla de Carabineros (la policía uniformada) los hermanos Rafael y Eduardo Vergara Toledo, miembros del MIR; en su recuerdo actualmente se celebra el Día del joven combatiente. Además, son secuestrados, torturados y degollados a manos de Carabineros, los profesionales Manuel Guerrero Ceballos, Santiago Nattino y José Manuel Parada Maluenda, conocido como el Caso Degollados.
- 1989: en París se inaugura la Pirámide del Louvre como nueva entrada al museo.
- 1993: en las provincias de ecuatorianas de Azuay y Cañar, se produce el Desastre de la Josefina, que dejó un saldo de 150 fallecidos, 7000 damnificados, y millonarias pérdidas materiales, entre ellas: la destrucción de la carretera panamericana, la vía férrea y varias ciudades afectadas.
- 1998: en Miami (Estados Unidos), el tenista chileno Marcelo Ríos se convirtió en el primer sudamericano en ser N.° 1 en el Ranking ATP, al vencer a Andre Agassi en la final del Masters de Miami.
- 2006: eclipse solar total, con centro en Libia.
- 2009: en Buenos Aires se reinaugura el estadio del Club Atlético Atlanta.
- 2010: en Moscú, Rusia, tienen lugar dos atentados terroristas en estaciones del metro causando decenas de muertos y heridos.[2]
- 2013: Corea del Norte se declara en Estado de guerra.
- 2017: Tras conseguir la aprobación del parlamento británico, el Reino Unido comunica al presidente del Consejo de la Unión Europea su intención de abandonar la Unión Europea
- 2017: en Venezuela, el Tribunal Supremo de Justicia se atribuye las funciones de la Asamblea Nacional, produciéndose una Pérdida de poderes de la Asamblea Nacional de Venezuela, otorgando poderes extraordinarios al jefe de Estado.

## Nacimientos
- 1187: Arturo I de Bretaña, aristócrata inglés (f. 1203).
- 1332: Muhammed VI, rey nazarí entre 1360 y 1362 (f. 1362).
- 1553: Vitsentzos Kornaros, poeta griego (f. 1613/1614).
- 1561: Santorio Santorio, médico y fisiólogo italiano (f. 1636).
- 1602: John Lightfoot, clérigo británico (f. 1675).
- 1647: Antonio Teodoro Ortells, compositor barroco español (f. 1706).
- 1769: Nicolas Jean de Dieu Soult, militar y político francés (f. 1851).
- 1783: Mariano Abasolo, militar mexicano (f. 1816).
- 1788: Carlos María Isidro de Borbón, aspirante carlista al trono de España (f. 1855).
- 1790: John Tyler, político estadounidense y 10° presidente desde 1841 hasta 1845 (f. 1862).
- 1799: Edward Smith-Stanley, 14.º conde de Derby, primer ministro del Reino Unido (f. 1869).
- 1816: Tsultrim Gyatso, religioso tibetano, 10.º dalái lama (f. 1837).
- 1825: Francesco Faa di Bruno, beato católico (f. 1888).
- 1826: Wilhelm Liebknecht, político alemán (f. 1900).
- 1826: Margarita Maza, primera dama de México (f. 1871).
- 1867: Cy Young, beisbolista estadounidense (f. 1955).
- 1869: Aleš Hrdlička, antropólogo checo (f. 1943).
- 1873: Tullio Levi-Civita, matemático italiano (f. 1941).
- 1874: Lou Henry Hoover, primera dama de los Estados Unidos (f. 1944).
- 1881: Raymond Hood, arquitecto estadounidense (f. 1934).
- 1885: Dezső Kosztolányi, escritor húngaro (f. 1936).
- 1889: Warner Baxter, actor estadounidense (f. 1951).
- 1891:
  - Yvan Goll, escritor franco-alemán (f. 1950).
  - Alfred Neubauer, director de escudería alemán (f. 1980).
- 1892: József Mindszenty, cardenal católico húngaro (f. 1975).
- 1895: Ernst Jünger, filósofo alemán (f. 1998).
- 1896: Wilhelm Ackermann, matemático alemán (f. 1962).
- 1899: Lavrenti Beria, político soviético (f. 1953).
- 1900: Sótero del Río, médico y político chileno (f. 1969).
- 1902:
  - William Walton, compositor británico (f. 1983).
  - Marcel Aymé, escritor francés (f. 1967).
- 1905:
  - Philip Ahn, actor estadounidense (f. 1978).
  - Raúl González Tuñón, poeta argentino (f. 1974).
- 1906: Edward George Power Biggs, organista estadounidense (f. 1977).
- 1907: Braguinha, compositor brasileño (f. 2006).
- 1908: Dennis O'Keefe, actor estadounidense (f. 1968).
- 1911:
  - Brigitte Horney, actriz alemana (f. 1988).
  - Francis Herman Pencovich, líder de secta y religioso estadounidense (f. 1958).
  - Mario Pani Darqui, arquitecto mexicano (f. 1993).
  - Consalvo Sanesi, piloto de automovilismo italiano (f. 1998).
- 1912: Hanna Reitsch, aviadora alemana (f. 1979).
- 1913: R. S. Thomas, poeta británico (f. 2000).
- 1914: Phil Foster, actor estadounidense (f. 1985).
- 1915: Antonio Hernández Gil, político español (f. 1994).
- 1916: Peter Geach, filósofo británico (f. 2013).
- 1918:
  - Pearl Bailey, cantante y actriz estadounidense (f. 1990).
  - Sam Walton, magnate estadounidense, fundador de Wal-Mart (f. 1992).
- 1919:
  - Eileen Heckart, actriz estadounidense (f. 2001).
  - José Antonio Balseiro, físico argentino (f. 1962).
- 1922: Francisco Rodríguez Adrados, filólogo español (f. 2020).
- 1923:
  - Mario Franco, periodista y político argentino (f. 2013).
  - Geoff Duke, piloto británico de motociclismo y automovilismo (f. 2015).
- 1924: Poty Lazzarotto, grabador, diseñador, ceramista, litógrafo y muralista brasileño (f. 1998).
- 1926: Inda Ledesma, actriz argentina (f. 2010).
- 1927: John Robert Vane, investigador británico, Premio Nobel de Fisiología o Medicina de 1982 (f. 2004).
- 1927: Sam Spence, compositor estadounidense (f. 2016).
- 1929:
  - Richard Lewontin, biólogo y genetista estadounidense (f. 2021).
  - Lennart Meri, político estonio, presidente entre 1992 y 2001 (f. 2006).
  - Utpal Dutt, actor indio (f. 1993).
- 1930:
  - Francisco de Moxó y de Montoliu, historiador español (f. 2007).
  - Anerood Jugnauth, político mauritano (f. 2021).
  - Lima Duarte, cineasta brasileño.
- 1934: Paul Crouch, periodista evangelista estadounidense (f. 2013).
- 1936:
  - Richard Rodney Bennett, compositor británico (f. 2012).
  - Stanislav Govorujin, director de cine ruso (f. 2018).
- 1937: Smarck Michel, político y primer ministro haitiano (f. 2012).
- 1939: Terence Hill, actor italiano.
- 1940:
  - Astrud Gilberto, cantante de bossa nova y samba brasileña (f. 2023).
  - Godfrey Reggio, cineasta estadounidense.
- 1941:
  - Joseph Hooton Taylor Jr., astrofísico estadounidense, Premio Nobel de Física de 1993.
  - Julio César Cortés, exfutbolista y entrenador uruguayo.
- 1942:
  - Jorge Enrique Jiménez Carvajal, Es un Cardenal emérito católico eudista, filósofo, teólogo y profesor colombiano.
  - Cristina del Valle, actriz argentina.
  - Scott Wilson, actor estadounidense (f. 2018).
- 1943:
  - José Pablo Feinmann, filósofo e historiador argentino (f. 2021).
  - Eric Idle, actor y humorista británico.
  - John Major, político británico.
  - Vangelis, teclista y compositor griego (f. 2022).
- 1944: 
  - Terry Jacks, músico canadiense de la banda The Poppy Family.
  - Nana Akufo-Addo, político ghanés. Presidente de Ghana desde 2017 hasta 2025.
- 1945: Walt Frazier, baloncestista estadounidense.
- 1946:
  - Rigo Tovar, músico mexicano (f. 2005).
  - Robert J. Shiller, economista estadounidense.
- 1947:
  - Bobby Kimball, cantante estadounidense de la banda Toto and Yoso.
  - Alberto de la Rosa, músico mexicano del grupo Tlen-Huicani.
- 1949:
  - Michael Brecker, saxofonista estadounidense (f. 2007).
  - Pauline Marois, político canadiense.
- 1950: Mory Kanté, cantante guineano (f. 2020).
- 1951: Roger B. Myerson, economista estadounidense, Premio Nobel en Economía de 2007.
- 1952:
  - Teófilo Stevenson, boxeador cubano (f. 2012).
  - Bola Tinubu, político nigeriano.
- 1954: Karen Ann Quinlan, paciente estadounidense (f. 1985).
- 1955:
  - Brendan Gleeson, actor irlandés.
  - Patricia Miccio, modelo y presentadora de televisión argentina (f. 2011).
  - Marina Sirtis, actriz angloestadounidense.
- 1957: Christopher Lambert, actor estadounidense.
- 1958: Victor Salva, director estadounidense.
- 1959:
  - Perry Farrell, músico estadounidense de las bandas Jane's Addiction y Porno for Pyros.
  - Michael Hayes, luchador y músico estadounidense.
  - Nouriel Roubini, economista estadounidense.
  - Guillermo Quintanilla, actor, director y productor mexicano.
  - Raúl de Molina, presentador de televisión cubano-estadounidense.
  - Manuel Villacorta, diplomático, sociólogo y político guatemalteco.
- 1960:
  - Beto Casella, conductor de televisión argentino.
  - Jo Nesbø, escritor y músico noruego.
  - Annabella Sciorra, actriz estadounidense.
- 1961:
  - Gary Brabham, piloto australiano de automovilismo.
  - Michael Winterbottom, cineasta británico.
  - Amy Sedaris, actriz estadounidense.
- 1962: Santiago Feliú, cantautor cubano (f. 2014).
- 1963: Joan Garriga, piloto español de motociclismo (f. 2015).

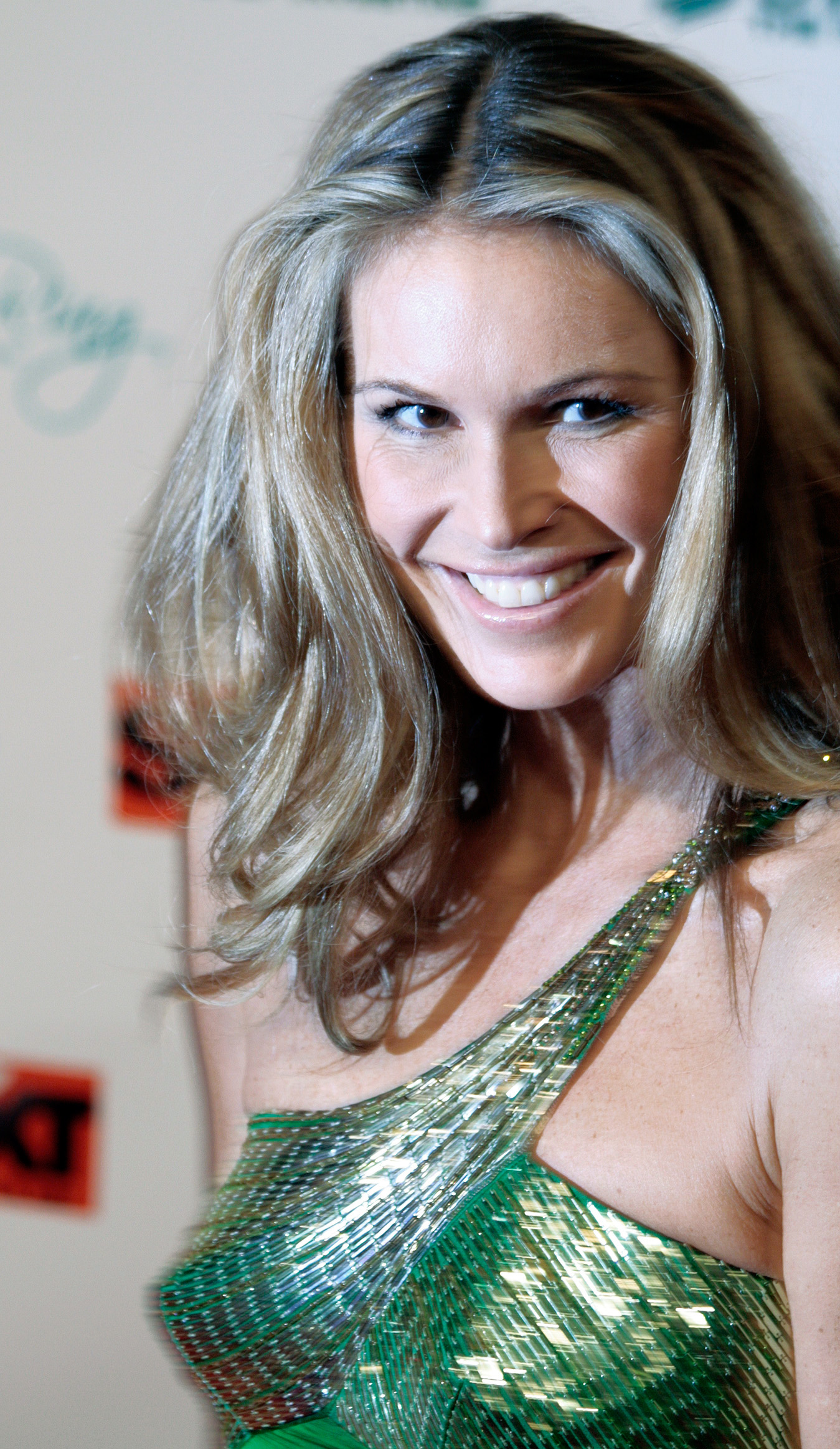
Elle Macpherson.

- 1964: Elle Macpherson, modelo y actriz australiana.
- 1965: Paraskevi Patoulidou, atleta griega.
- 1966: Pablo Lizaso, actor argentino (f. 2001).
- 1967: Michel Hazanavicius, cineasta francés.
- 1968:
  - Esther Arroyo, modelo española, Miss España 1990.
  - Lucy Lawless, actriz neozelandesa.
- 1969: María Fernanda Martínez, cantante y actriz colombiana.
- 1970: Patricio Vega, guionista argentino.
- 1971:
  - José Luis Rodríguez Pittí, escritor y fotógrafo panameño.
  - Attila Csihar, cantante húngaro de metal extremo.
- 1972:
  - Jaume Asens, abogado, politólogo, filósofo y político español.
  - Rui Costa, futbolista portugués.
  - Michel Ancel, diseñador francés de juegos.

- 1973:

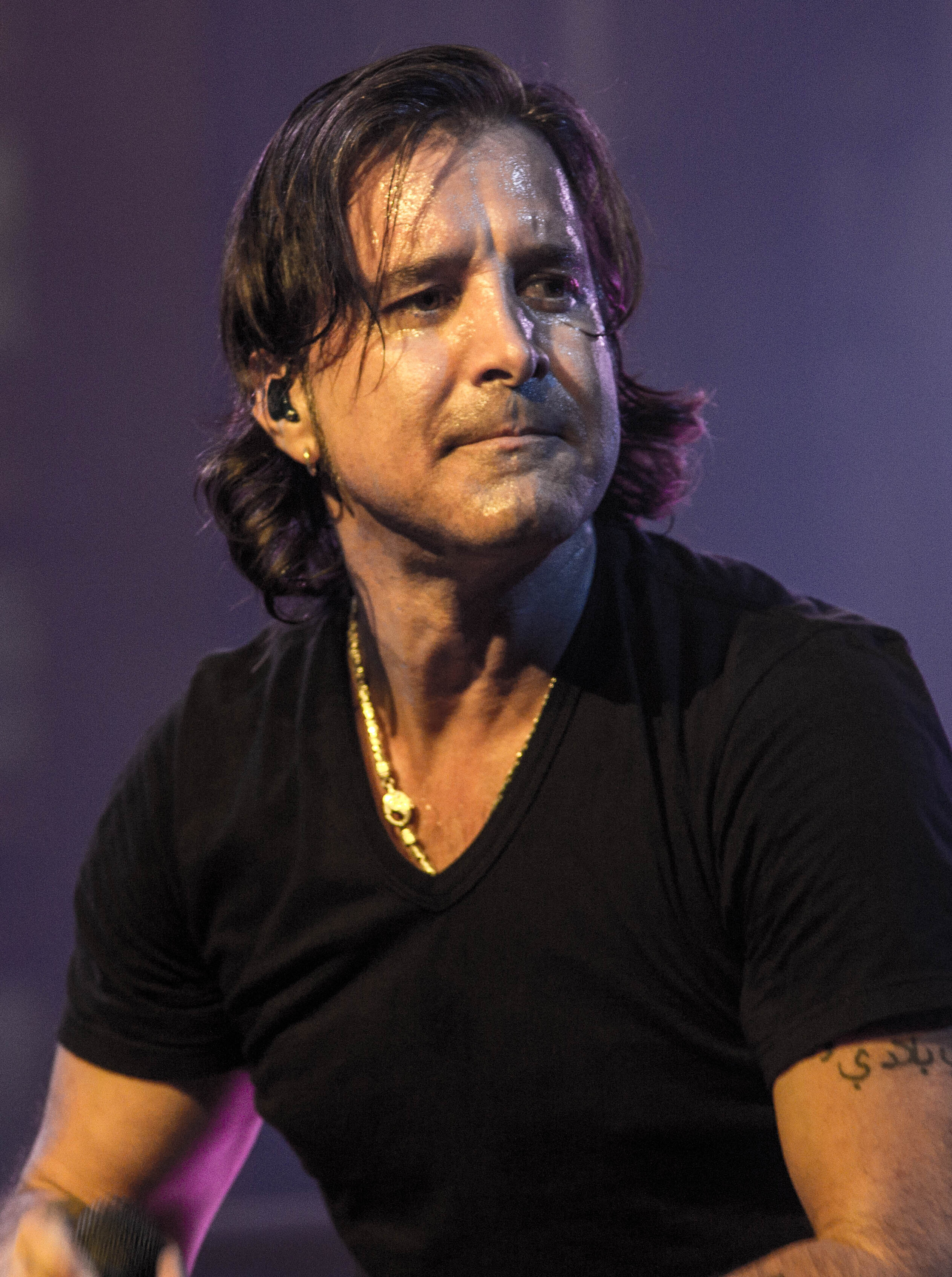
Scott Stapp

  - Scott Stapp, vocalista de la banda de glam metal Creed.
  - Sebastiano Siviglia, futbolista italiano.
  - Juan Alejandro Ávila, actor mexicano.
- 1974:
  - Marc Gené, piloto de automovilismo español.
  - Pedro Iarley, futbolista brasileño.
- 1976:
  - Igor Astarloa, ciclista español.
  - Jennifer Capriati, tenista estadounidense.
- 1978:
  - Jeffrey Parazzo, actor canadiense.
  - Francisco Javier Farinós, futbolista español.
  - Igor Rakočević, baloncestista serbio.
- 1979:
  - Estela Giménez, gimnasta y presentadora española.
  - Koichi Kawai, futbolista japonés.
  - Cláudio Castro, abogado y político brasileño, Gobernador de Río de Janeiro desde 2021.
- 1980:
  - Natalia Avelon, actriz y cantante alemana.
  - Amy Mathews, actriz australiana.
  - Bruno Silva, futbolista uruguayo.
  - Kim Tae Hee, actriz y modelo surcoreana.
- 1981:
  - Jlloyd Samuel, futbolista británico.
  - Omar Pérez, futbolista colombo-argentino.
- 1982: Paulo César Motta, futbolista guatemalteco.
- 1983:
  - Paloma Moreno, actriz chilena.
  - Luiza Sá, guitarrista brasileña de la banda Cansei de Ser Sexy.
  - Ryōhei Suzuki, actor japonés.
  - Guillermo Rojas Rumilla, futbolista mexicano.
- 1984:
  - Mohamed Bouazizi, activista tunecino (f. 2011).
  - Juan Mónaco, tenista argentino.
- 1985:
  - Fernando Amorebieta, futbolista venezolano.
  - Edwin Valencia, futbolista colombiano.
- 1986: Sylvan Ebanks-Blake, futbolista británico.
- 1987:
  - Georg Listing, bajista y pianista/tecladista de la banda Tokio Hotel.
  - Luciano Lollo, futbolista argentino.
  - Lucas Viatri, futbolista argentino.
  - Dimitri Payet, futbolista francés.
- 1988:
  - Jesús Molina, futbolista mexicano.
  - Jürgen Zopp, tenista estonio.
- 1990:
  - Timothy Chandler, futbolista estadounidense.
  - Carlos Peña, futbolista mexicano.
  - Ovidio Guzmán López, narcotraficante mexicano.
  - Justin Quiles, cantante estadounidense.
- 1991:
  - Hayley McFarland, actriz estadounidense.
  - Fabio Borini, futbolista italiano.
  - N'Golo Kanté, futbolista francés.
  - Irene, cantante y rapera surcoreana, líder del grupo Red Velvet.
- 1992: Chris Massoglia, actor estadounidense.
- 1993: Sebastián Pérez, futbolista colombiano.
- 1994: Sulli, actriz y cantante surcoreana (f. 2019).
- 1996:
  - Ángel Félix, futbolista mexicano.
  - Juanpa Zurita, celebridad de internet, modelo y actor mexicano.
  - Leonardo Dutra, balonmanista brasileño.
- 1997:
  - Arón Piper, actor y músico español-alemán.
  - Tidjani Anaane, futbolista beninés
  - Bram Welten, ciclista neerlandés.
  - Leah Williamson, futbolista inglesa.
- 1998:
  - Shealeigh, cantante y compositor estadounidense.
  - Tashi Choden, modelo butanesa.
  - Klara Thormalm, nadadora sueca.
- 1999:
  - Stefano Manzi, piloto de motociclismo italiano.
  - Bartosz Slisz, futbolista polaco.
  - Esequiel Barco, futbolista argentino.
  - Franco Rebussone, futbolista argentino.
  - Fantu Worku, atleta etíope.
  - Alessandro Canales, futbolista panameño.
  - Davide Nardini, nadador italiano.
  - Napaporn Charanawat, taekwondista tailandesa.
  - Hana Hayes, actriz estadounidense.
  - Nikol González, futbolista venezolana.
  - Eva Dieterich, atleta alemana.
- 2000:
  - Arietta Adams, actriz pornográfica y modelo erótica estadounidense.
  - Juan Manuel Sanabria, futbolista uruguayo.
  - Gonzalo Córdoba, futbolista argentino.
  - Brian Asamoah, jugador de fútbol americano estadounidense.
- 2001: Lucas Beltrán, futbolista argentino.
- 2004: 
  - Juan Esteban Aponte, actor colombiano.
  - Kai (Tomás Quiroz), guitarrista de la banda de rock Amelie.
- 2006: Haven Coleman, activista climática estadounidense.
- 2012: Isla Elizabeth Phillips, miembro de la familia real británica.

## Fallecimientos
- 87 a. C.: Wu de Han, emperador de China (n. 156 a. C.).
- 1058: Esteban IX, papa de la Iglesia católica (n. ¿?).
- 1368: Emperador Go-Murakami, emperador de Japón (n. 1328).
- 1628: Jacob de Gheyn II, pintor neerlandés (n. 1565).
- 1675: Juana de la Cruz, beata española (n. 1597).
- 1692: Nicolaus Bruhns, compositor alemán (n. 1665).
- 1721: Charles Vane, corsario y capitán pirata (n. 1680).
- 1751: Thomas Coram, capitán y filántropo británico (n. 1668).
- 1772: Emanuel Swedenborg, filósofo y matemático sueco (n. 1688).
- 1788: Charles Wesley, pastor metodista británico (n. 1707).
- 1792: Gustavo III, rey de Suecia (n. 1746).
- 1800: Marc-René de Montalembert, ingeniero militar francés (n. 1714).
- 1803: Gottfried van Swieten, diplomático austríaco (n. 1733).
- 1818: Alexandre Pétion, militar y político haitiano, primer presidente de la República de Haití de 1806 a 1818 (n. 1770).
- 1825: Roberto Cofresi, pirata puertorriqueño (n. 1791).
- 1826: Johann Heinrich Voss, poeta alemán (n. 1751).
- 1829: Cornelio Saavedra, militar argentino y presidente del primer gobierno patrio (n. 1759).
- 1848: John Jacob Astor, empresario estadounidense (n. 1763).
- 1886: Matea Bolívar, mujer venezolana afrodescendiente, que vivió parte de su vida como esclava de Bolívar (n. 1773).
- 1888: Charles-Valentin Alkan, compositor francés (n. 1813).

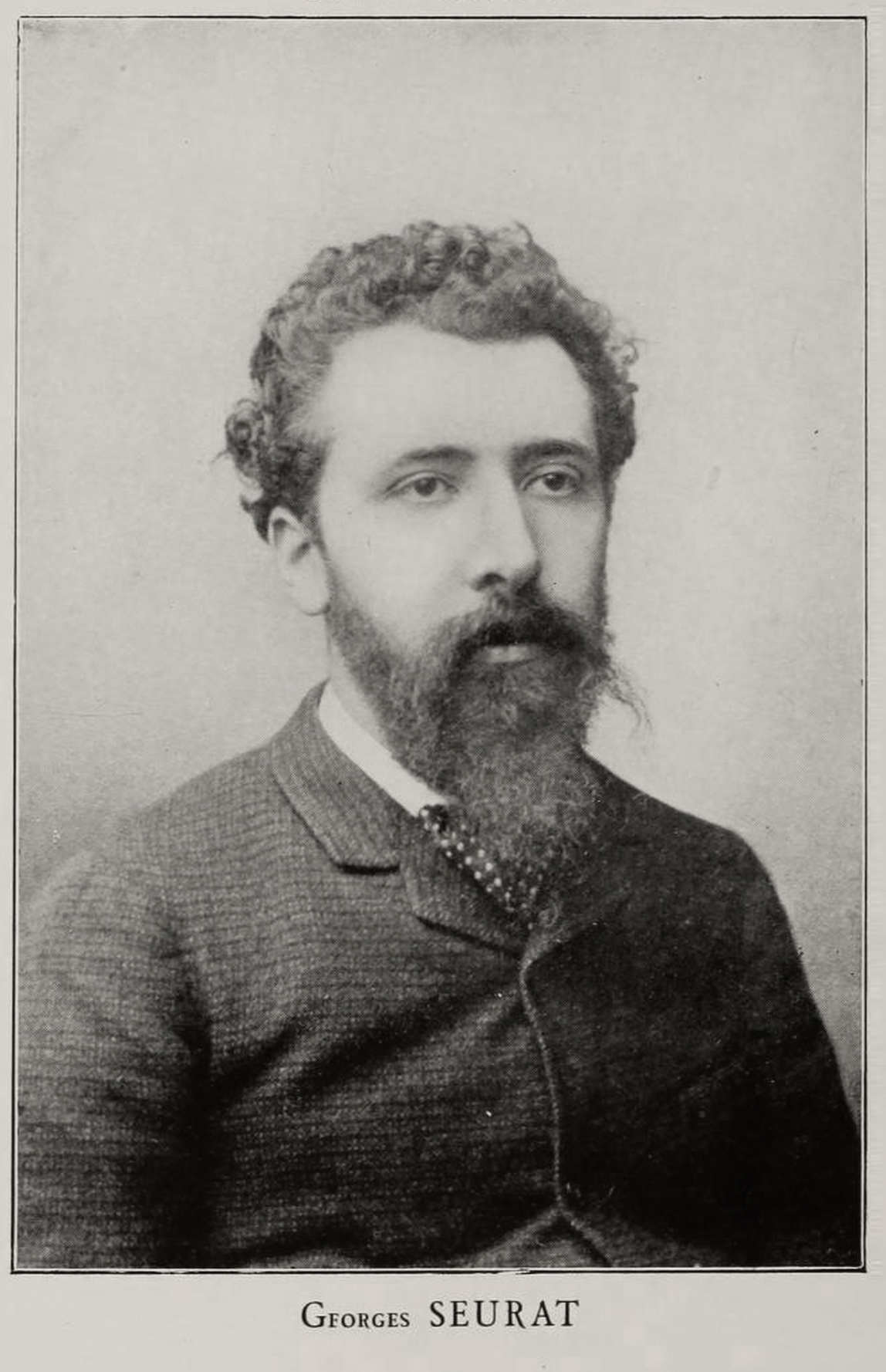
Georges Pierre Seurat.

- 1891: Georges Pierre Seurat, pintor francés (n. 1859).
- 1911: Alexandre Guilmant, compositor francés (n. 1837).
- 1912: Henry Robertson Bowers (n. 1883), Robert Falcon Scott (n. 1868) y Edward Adrian Wilson (n. 1872), exploradores polares británicos, los tres últimos miembros de la Expedición Terra Nova (al polo sur).
- 1924: Charles Villiers Stanford, compositor irlandés (n. 1852).
- 1929: Elena Caragiani-Stoenescu, aviadora rumana (n. 1887).
- 1935: Clément Duval, anarquista francés (n. 1850).
- 1937: Karol Szymanowski, compositor polaco (n. 1882).
- 1939: Gerardo Machado, general de la Guerra de la Independencia y 5.º presidente de Cuba (n. 1869).
- 1940: Ángela Graupera, escritora y corresponsal de guerra española (n. 1876).
- 1956: Alfonso de Borbón y Borbón-Dos Sicilias, infante de España (n. 1941).
- 1957: Joyce Cary, escritor irlandés (n. 1888).
- 1957: Esteban Baca Calderón, militar y político mexicano (n. 1876).
- 1960: Antònia Guitart Orriols, resistente antifranquista española (n. ¿?).
- 1964: Willen Andriessen, compositor y pianista neerlandés (n. 1887).
- 1969: Renato Cesarini, futbolista ítalo-argentino (n. 1906).
- 1970: Anna Louise Strong, periodista estadounidense (n. 1885).
- 1980: Annunzio Paolo Mantovani, compositor italiano (n. 1905).
- 1980: William Cochran, estadístico escocés (n. 1909).
- 1981: Eric Eustace Williams, historiador trinitense, primer ministro entre 1962 y 1981 (n. 1911).
- 1982: Walter Hallstein, político alemán (n. 1901).
- 1982: Carl Orff, compositor alemán (n. 1895).
- 1984: Dino Ramos, actor, humorista, compositor, autor y animador de televisión argentino (n. 1929).
- 1985: Sor Sonrisa (Jeanne-Paule Marie Deckers), monja y cantante belga (n. 1933).
- 1987: Félix Ortega Arce, médico y político peruano (n. 1930).
- 1989: Nicolae Steinhardt, escritor rumano (n. 1912).
- 1989: Chico Che (Francisco José Hernández Mandujano), músico y compositor mexicano (n. 1940).
- 1991: Lee Atwater, consultor político estadounidense (n. 1951).
- 1992: Paul Henreid, actor estadounidense (n. 1908).
- 1994: Bill Travers, actor y director británico (n. 1922).
- 1995: Jimmy McShane, vocalista británico, de la banda Baltimora (n. 1957).
- 1995: Ricardo Ceratto, cantante argentino (n. 1939).
- 1999: Joe Williams, cantante estadounidense (n. 1918).
- 1999: Gyula Zsengellér, futbolista húngaro (n. 1915).
- 2001: Helge Ingstad, explorador noruego (n. 1899).
- 2001: John Lewis, pianista estadounidense de jazz (n. 1920).
- 2003: Kerim Kerimov, científico espacial soviético (n. 1917).
- 2004: Simone Renant, actriz francesa (n. 1911).
- 2006: Salvador Elizondo, escritor mexicano (n. 1932).
- 2009: Maurice Jarre, compositor estadounidense de origen francés (n. 1924).
- 2009: Helen Levitt, fotógrafa estadounidense (n. 1913).
- 2011: Robert Tear, tenor británico (n. 1939).
- 2011: Iakovos Kambanelis, poeta y escritor griego (n. 1922).
- 2011: Ângelo de Sousa, artista portugués (n. 1938).
- 2011: José Alencar, político y empresario brasileño (n. 1931).
- 2012: Jorge Villalmanzo, escritor español (n. 1960).
- 2012: Juan Echecopar, futbolista argentino (n. 1946).
- 2013: Ralph Klein, político canadiense (n. 1942).
- 2013: Lawrence Auster, bloguero y ensayista estadounidense (n. 1949).
- 2013: Enzo Jannacci, cantante, actor, médico y comediante italiano (n. 1935).
- 2013: Reid Fliehr, luchador estadounidense (n. 1988).
- 2013: Richard Griffiths, actor británico de cine, televisión y teatro (n. 1947).
- 2014: Marc Platt, bailarín y actor estadounidense (n. 1913).
- 2016: Patty Duke, actriz estadounidense (n. 1946).
- 2017: Alekséi Alekséyevich Abrikósov, físico ruso, premio nobel de física en 2003 (n. 1928).
- 2019: Agnès Varda, directora de cine francesa (n. 1928).
- 2020: Krzysztof Penderecki, compositor y director de orquesta polaco (n. 1933).
- 2020: Philip Warren Anderson, físico estadounidense, premio nobel de física en 1977 (n. 1923).
- 2020: Patrick Devedjian, político francés (n. 1944).
- 2020: Alan Merrill, vocalista, guitarrista y compositor estadounidense (n. 1951).
- 2020: Joe Diffie, cantante de música country estadounidense (n. 1958).
- 2022: Miguel Van Damme, futbolista belga (n. 1993).
- 2025: Richard Chamberlain, actor estadounidense (n. 1934).

## Celebraciones
- Día Mundial del Piano.[3]
Se celebra: el día número 88 del año, que es el 29 de marzo, o 28 de marzo en años bisiestos. El día 88 de cada año es un número simbólico que representa la cantidad de teclas que tiene este instrumento. Fue iniciativa del pianista alemán Nils Frahm.
- Día Mundial del Pepinillo.[4]
En honor a la popular verdura que se consume en escabeche o encurtido en salmuera, vinagre u otra solución, bajos en calorías y contienen vitamina K.

 Por países
(Por orden alfabético)
- Argentina: 
  -  Misiones: 
    - Aniversario de Campo Grande.[5]
Fundación: 29 de marzo de 1946 (79 años).

- Chile: 
  - Día del Joven Combatiente.
Es la denominación con que se conmemora en Chile el asesinato de los hermanos Eduardo (20 años) y Rafael (18) Vergara Toledo, militantes del Movimiento de Izquierda Revolucionaria (MIR), por Carabineros de Chile en la comuna de Estación Central el viernes 29 de marzo de 1985, durante la dictadura militar encabezada por Augusto Pinochet.[6]

- Estados Unidos: 
  - Día Nacional de los Veteranos de la guerra de Vietnam.
(en inglés: National Vietnam War Veterans Day).

- Madagascar:
  - Día de los Mártires.[7]
Conmemora la Rebelión malgache, a aquellos que murieron en la revuelta de 1947 contra los franceses.

- República de China: 
  - Día Nacional de la Juventud.
(en inglés: Youth Day).
No debe confundirse con el Día de la Juventud de Taiwán (en inglés:Taiwan Youth Day (TYDI); en chino: 台灣青年日) , que es un evento de la Iglesia Católica orientado a los jóvenes en Taiwán, organizado por la Oficina de Juventud de la Conferencia Episcopal Regional de China (CRBC).

### Santoral católico
- San Eustasio de Nápoles, obispo (f. s. III).[8]
- San Marcos de Aretusa, obispo (f. 364).[8][9]
- Santos Armogastes, Arquinimo y Saturno, mártires (f. c. 462).[8]
- Beato Bertoldo del Monte Carmelo, prior (f. c. 1188).[8][10]
- San Guillermo Tempier, obispo (f. 1197).[8]
- San Ludolfo de Ratzeburg, obispo y mártir (f. 1250).[8]
- Beato Juan Hambley, presbítero y mártir (f. 1587).[8]